# TXL – Berlin Tegel Airport
TXL – Berlin Tegel Airport ist ein deutscher Dokumentarkurzfilm der Regisseure Lukas Schmid und Marek Iwicki aus dem Jahr 2023 über die Planungs- und Baugeschichte des Flughafen Berlin-Tegel.

## Handlung
Die Architekten Meinhard von Gerkan und Volkwin Marg erzählen, wie sie unmittelbar nach ihrer Diplomprüfung den internationalen Wettbewerb für den neuen Flughafen Tegel (IATA-Flughafencode: TXL) in West-Berlin gewinnen. Ohne jede Erfahrung als Architekten bekommen sie anschließend den Auftrag zur Planung des Großprojektes. Ihre Konzeption für den Flughafen ist in vielfacher Hinsicht neu: durch die Anordnung der Flugsteige an einer Ringform mit innerer Vorfahrt ist der Weg vom Auto zum Flugzeug minimal kurz. Geometrisch liegt dem gesamten Ensemble von Terminal und Nebengebäuden ein Dreiecksraster zu Grunde, nach dem vom Städtebau bis zur Möblierung alle Elemente organisiert sind. Gezeigt wird diese Geschichte in Interviewsequenzen mit den beiden Architekten sowie historischem Filmmaterial zur zeitgeschichtlichen Einordnung.

## Produktion
Produziert wurde der Film vom Architekturbüro Gerkan, Marg und Partner. Regie führten Marek Iwicki und Lukas Schmid, die Dramaturgie entwickelten sie zusammen mit Detlef Jessen-Klingenberg.
Der Film war weltweit auf zahlreichen Architekturfilmfestivals zu sehen. Im September 2023 war er Teil des Programms des Film- und Architekturfestivals in Prag und des BARQ International Architecture Film Festival in Barcelona.
im Oktober 2023 lief er bei den Architektur Filmtagen Erfurt, beim AFFR Architecture Film Festival Rotterdam sowie im Kurzfilmwettbewerb auf dem Lund Architecture Film Festival.
2024 wurde TXL im April im Rahmen des Ennesimo Film Festivals gezeigt. Im Oktober folgte das XVIII. Istanbul International Architecture and Urban Films Festival sowie im Dezember das Arquitectura Film Festival Santiago.

## Auszeichnungen
BARQ International Architecture Film Festival Barcelona 2023
- Best Documentary Short Film[12]

Ennesimo Film Festival 2024
- Caesar Design Film Award, Finalist[13]